# Le Conte du moine

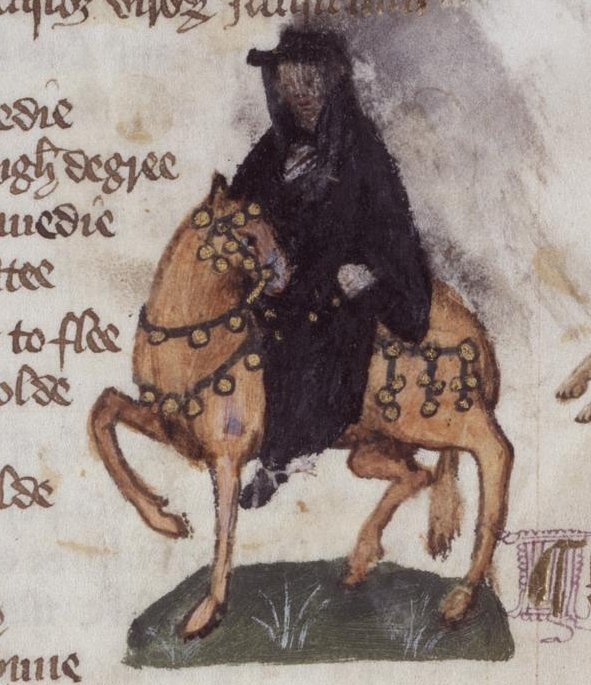
Enluminure du Moine dans le manuscrit Ellesmere.

Le Conte du Moine (The Monkes Tale en moyen anglais) est l'un des Contes de Canterbury de Geoffrey Chaucer. Il se situe entre le second conte attribué à Chaucer lui-même, Mellibée et Dame Prudence, et le Conte de l'aumônier des nonnes.

## Résumé
Le Moine ne raconte pas une histoire unique, mais plutôt une série de destins tragiques tirés de la Bible, de la mythologie grecque, de l'histoire antique et d'événements contemporains de Chaucer : ceux de Lucifer, Adam, Samson, Hercule, Nabuchodonosor, Balthazar, Zénobie, Pierre de Castille, Pierre de Chypre, Barnabé Visconti, Ugolin de Pise, Néron, Holopherne, Antiochos, Alexandre le Grand, Jules César et Crésus.

## Sources et rédaction
De par sa nature même, le Conte du Moine puise à quantité de sources différentes, mais reprend des récits si répandus au Moyen Âge qu'il n'est pas toujours possible de trouver un antécédent précis aux versions qu'en donne Chaucer. Il a vraisemblablement eu recours aux mêmes sources que dans d'autres contes : Boèce (la Consolation de la philosophie comprend l'histoire d'Hercule), Boccace (l'histoire de Zénobie provient de son De mulieribus claris), le Roman de la rose (Néron, Alexandre le Grand, Jules César et Crésus). Il a pu tirer les épisodes bibliques directement de la Vulgate, ou peut-être de recueils d'homélies latines. Le portrait d'Ugolin de Pise provient de la Divine Comédie de Dante, tandis que les trois personnages « contemporains » que sont Pierre de Castille, Pierre de Chypre et Barnabé Visconti sont morts du vivant de Chaucer (les deux premiers en 1369, le dernier en 1385).

## Analyse
Les différentes histoires racontées par le Moine varient en taille : certaines n'occupent qu'un couplet, alors que la plus longue, celle de Zénobie, en prend seize. Toutes suivent cependant une disposition de rimes particulièrement complexe, en ABABBCBC, qui n'apparaît nulle part ailleurs dans les Contes. Cette complexité se retrouve également dans la syntaxe, avec des phrases longues, qui donnent à l'ensemble une ampleur rhétorique particulièrement forte en dépit de la simplicité du vocabulaire.
Le Moine s'intéresse avant tout au rôle joué par la Fortune et la volonté divine dans la chute des puissants, au mépris de toute considération morale : son but n'est pas de louer les vertus ni de condamner les vices, simplement de présenter des exemples. Dans le cadre des Contes de Canterbury, le Conte du Moine offre un contraste avec l'œuvre dans son ensemble : les histoires du Moine possèdent un fil directeur, comme d'autres recueils d'histoires de l'époque, alors que les Contes de Canterbury sont avant tout caractérisés par leur éclectisme.